# David Belle
David Belle (sinh ngày 29-4-1973) được xem là người tạo ra môn thể thao mang tính đường phố là parkour. Anh nổi tiếng vì một số video về parkour trên mạng và trên phim, chẳng hạn như phim Quận 13 (2004), Ultimatum, được viết và sản xuất bởi Luc Besson, và phiên bản remake của Mỹ Brick Mansions. Belle sinh ra và lớn lên ở Fécamp, Pháp, con trai của Monique và Raymond Belle, trong một gia đình khiêm tốn ở ngoại ô Paris. Ông nội của ông Gilbert Kitten, cha Raymond, và em trai Jean-François Belle đã là lực lượng cứu hộ có tay nghề cao trong Đội cứu hỏa Paris.
 Cha của ông là Raymond Belle là con lai giữa cha người Pháp và mẹ người Việt Nam, sinh năm 1939 tại Việt Nam (lúc này thuộc Pháp).